# Erylus polyaster
Erylus polyaster is een sponzensoort uit de familie Geodiidae in de klasse gewone sponzen (Demospongiae).
De wetenschappelijke naam van de soort werd in 1907 gepubliceerd door Lendenfeld.